# Stomp 442
Stomp 442 — сьомий студійний альбом американського гурту Anthrax. Виданий 24 жовтня 1995 року на Elektra Records. Загальна тривалість композицій становить 50:58. На цьому альбомі Anthrax продовжили свою роботу в новому модерновому стилі і дедалі більше відійшли від класичного трешу]. Це перший альбом записаний без гітариста Дена Спітца, який пішов з гурту перед самим записом альбому.

## Список пісень
| #   | Назва                               | Тривалість |
| --- | ----------------------------------- | ---------- |
| 1.  | «Random Acts of Senseless Violence» | 4:02       |
| 2.  | «Fueled»                            | 4:02       |
| 3.  | «King Size»                         | 3:58       |
| 4.  | «Riding Shotgun»                    | 4:25       |
| 5.  | «Perpetual Motion»                  | 4:18       |
| 6.  | «In a Zone»                         | 5:06       |
| 7.  | «Nothing»                           | 4:33       |
| 8.  | «American Pompeii»                  | 5:30       |
| 9.  | «Drop the Ball»                     | 4:59       |
| 10. | «Tester»                            | 4:21       |
| 11. | «Bare»                              | 5:29       |

| Бонус трек (перевидання 2001 року) | Бонус трек (перевидання 2001 року)                | Бонус трек (перевидання 2001 року) | Бонус трек (перевидання 2001 року) |
| #                                  | Назва                                             | Автор                              | Тривалість                         |
| ---------------------------------- | ------------------------------------------------- | ---------------------------------- | ---------------------------------- |
| 12.                                | «Grunt and Click»                                 |                                    | 5:29                               |
| 13.                                | «Dethroned Emperor» (кавер на пісню Celtic Frost) | Tom Fischer                        | 4:32                               |
| 14.                                | «Celebrated Summer» (кавер на пісню Hüsker Dü)    | Боб Молд                           | 4:30                               |
| 15.                                | «Watchin' You» (кавер на пісню Kiss)              |                                    | 3:38                               |

| Бонус трек (японське перевидання) | Бонус трек (японське перевидання) | Бонус трек (японське перевидання) |
| #                                 | Назва                             | Тривалість                        |
| --------------------------------- | --------------------------------- | --------------------------------- |
| 12.                               | «Remember Tomorrow» (Iron Maiden) | 5:07                              |
| 13.                               | «Grunt and Click»                 | 5:29                              |
| 14.                               | «Watchin' You» (Kiss)             | 3:38                              |